# Dead Man Zone

Deadman Zone links und rechts eines Flächenbrandes

Als Dead Man Zone bezeichnet die Feuerwehr insbesondere im angelsächsischen Sprachraum den Bereich seitlich eines laufenden Waldbrandes. Waldbrände breiten sich vereinfacht dargestellt von ihrem Entstehungsort in Windrichtung dreieckförmig aus, die beiden Schenkel begrenzen dabei die Deadman Zone. Der Aufenthalt in dieser Zone ist besonders gefährlich, da bei einem plötzlichen Wechsel der Windrichtung sich das Feuer in die Deadman Zone bewegt und dort Einsatzkräfte gefährden kann. Bei großen Waldbränden bewegt sich das Feuer dann meist mit so hoher Geschwindigkeit vorwärts, dass ein Entkommen zu Fuß nicht mehr möglich ist. Dies hat bereits mehrfach zu Todesopfern geführt.
Da in Deutschland nahezu keine Waldbrände dieser Größenordnung auftreten und somit auch keine ernsthafte Gefährdung der Einsatzkräfte eintritt, gibt es keinen deutschen Begriff hierfür.